# José Antonio Sánchez Domínguez
José Antonio Sánchez Domínguez   (Isla Cristina, 22 de juliol de 1953), és un periodista espanyol.

## Biografia
Llicenciat en Ciències de la Informació per la Universitat Complutense de Madrid, la seva carrera professional ha estat molt vinculada a Luis María Anson. Va treballar a l'Agència EFE i el 1983 es va incorporar a la redacció del Diari ABC, on va romandre fins a 1998. Durant aquesta etapa va exercir-hi com a redactor, cap de secció, redactor en cap, cronista parlamentari i columnista.
També va dirigir els serveis informatius de Canal 7 i va ser director general d'Unión Ibérica de Radio (Ràdio Espanya) fins que la cadena es va integrar a Onda Cero.
El 1998 començà a col·laborar, també com a columnista a La Razón. Durant aquests anys, freqüentava tertúlies polítiques en ràdio i televisió com ara La Mañana, de la COPE, amb Luis Herrero, o El primer cafè, a Antena 3, amb Isabel San Sebastián.
El febrer de 2002 es va incorporar com a director general a Admira Media - la filial de Telefónica per a mitjans de comunicació del grup - que presidia Pedro Antonio Martín Marín.
El juliol de 2002 fou nomenat, a proposta del Govern del Partit Popular, director general de Radiotelevisió espanyola. Va ostentar el càrrec fins a les eleccions generals de 2004. Durant aquest període hi va haver fortes crítiques per part de grups parlamentaris de l'oposició a la gestió al capdavant de l'ens públic, i l'abril de 2003 el PSOE va arribar a presentar una proposició no de llei, exigint la seva destitució del càrrec amb acusacions d'infringir l'article 20 de la Constitució Espanyola que garanteix el dret a la informació.
Després d'una etapa a Telefònica, entre 2004 i 2011, com a director general de la Divisió Llatinoamericana de Telefónica Internacional, el juliol de 2011 va tornar al mitjà televisiu en ser nomenat director general de Telemadrid.